# Museo de Bellas Artes de Gran Canaria
El Museo de Bellas Artes de Gran Canaria es un museo de arte del barrio de Vegueta en la ciudad de Las Palmas de Gran Canaria, Canarias, España. Actualmente se encuentra en fase de remodelación a partir de la anterior institución de arte conocida como San Martín Centro de Cultura Contemporánea.

## Historia
Situado en el barrio de Vegueta ocupaba un edificio que, erigido en el siglo XVIII, constituyó el primer hospital de la ciudad y funcionó como tal hasta 2002. Tras cuatro años de rehabilitación dirigida por los arquitectos Elsa Casariego y Juan Carlos Reveriego, fue inaugurado el 25 de marzo de 2011 como centro interdisciplinar cultural especialmente dirigido a los jóvenes creadores canarios.
En febrero de 2018 se inició una segunda reforma aún más profunda con el objeto de ser renovado y ampliado, pasando a llamarse Museo de Bellas Artes de Gran Canaria (MUBEA). La paralización sufrida en 2020 debido a la pandemia de COVID-19, la complejidad de la reforma y múltiples inconvenientes han ido retrasando su apertura, en primera instancia hasta finales de 2023, para mediados de 2024, y hasta finales de 2026.
El objetivo del renovado museo es hacer un recorrido por el arte de Canarias desde del arte indígena hasta la producción artística de los años 1980, aproximadamente. Sus fondos provendrán de los depósitos de la Casa de Colón y del Centro Atlántico de Arte Moderno en un 80 %, así como del museo del Prado, otros museos públicos y privados y particulares.